# Jeshbotic
Jeshbotic är en ort i Mexiko.   Den ligger i kommunen Chamula och delstaten Chiapas, i den sydöstra delen av landet, 700 km öster om huvudstaden Mexico City. Jeshbotic ligger 2 423 meter över havet och antalet invånare är 371.
Terrängen runt Jeshbotic är huvudsakligen kuperad, men västerut är den bergig. Runt Jeshbotic är det tätbefolkat, med 550 invånare per kvadratkilometer. Närmaste större samhälle är San Cristóbal de las Casas, 11,5 km sydost om Jeshbotic. I omgivningarna runt Jeshbotic växer huvudsakligen savannskog.